# 항성의 종족

항성의 종족(stellar population)은 항성의 분류 중 하나이다. 항성은 종족I 및 종족II로 불리는 2개의 그룹으로 분류된다(I, II란 숫자는 로마 숫자로 표기하고 있다). 어떤 항성이 어떤 종족으로 분류되는지를 가르는 기준은 그 항성의 “공간속도”, “은하 중심으로부터의 위치”, “연령”, “화학구성”, “H-R 도표 상의 분포의 차이”가 있다.
종족I에 속하는 별은 헬륨보다 무거운 원소(천문학에서는 관습적으로 ”금속((metal)”이라 부른다)를 많이 포함하고 있다. 이들 무거운 원소(중원소)는 보다 이전 세대의 별에서 만들어졌고, 초신성 폭발로 인하여 우주에 퍼진 것이다. 우리들의 태양은 종족I에 속하는 별이다. 종족I에 속하는 별은 우리 은하의 은하 원반 부분에서 자주 관찰된다.
종족II에 속하는 별은 빅뱅 직후에 만들어진 최초로 긴 수명을 가진 별들을 뜻하며, 그렇기에 포함하고 있는 중원소 함량이 적다. 따라서 종족II에 속하는 별들의 주위에는 행성의 재료가 되는 물질도 많이 존재하지는 않는다고 생각된다. 종족II에 속하는 별은 은하계의 헤일로 속에 구상 성단과 은하 팽대부에 존재한다. 또한, 종족II에 속하는 별은 고유운동이 상당히 크고, 은하 내부를 고속으로 운동하고 있다. 이들은 은하 형성 초기에 탄생한 별들이기 때문에, 은하를 만들었던 가스 구름이 수축하기 전에 운동하던 상태를 유지했기 때문에 고속으로 운동하는 것으로 생각된다.
I, II이라는 번호가 붙은 것과는 모순되게 별의 나이는 종족II 쪽이 종족I에 속하는 별보다 한참이나 많다. 여기에는 천문학의 사정이 있다. 별의 종족 구성에 관하여 최초로 조사했을 때에는 어떤 종류 별은 왜 다른 종류의 별보다 중원소 함량이 적은지 그 이유를 몰랐기 때문이었다.
또한, 아직 가설 단계이지만 종족III로 불리는 제 3의 종족을 분류하려는 시도가 이루어지고 있다. 이 종족에 속하는 별이란 우주에 최초로 탄생한 제 1세대 별들을 뜻한다. 그러므로 중원소 함량은 0이다. 종족III에 속하는 별은 퀘이사의 스펙트럼에 중원소를 볼 수 있다는 점과 우주 초기에 우주 전체가 재이온화된 이유를 설명하기 위해서 생각된 가설이다. 종족III에 속하는 별은 존재할 것이라고 예언되어왔으나, 실제로 확실하게 존재한다는 관측 결과는 지금까지 얻지 못했다. 종족III에 속하는 별은 엄청나게 커다랗고 고온이며 수명이 짧았다고 본다. 그 질량은 태양의 수백배에 달할 것으로 여겨진다. 극단적으로 중원소 함량이 적었던 항성은 소수 발견되었는데 HE0107-5240나 HE1327-2326가 각각 태양의 20만분의 1 이하의 중원소 함량을 갖고 있다.

## 같이 보기
- 은하 팽대부
- 세페이드 변광성
- 은하
- 타원 은하
- 나선 은하
- 빅뱅의 연대기